# Matthew P. Heinicke
Matthew Paul „Matt“ Heinicke (* 4. November 1980) ist ein US-amerikanischer Herpetologe. Seine Forschungsschwerpunkte sind Froschlurche und Geckoartige. Er ist Assistant Professor an der Abteilung für Naturwissenschaften der University of Michigan–Dearborn.

## Leben
Matt Heinicke wuchs in Saint Paul, Minnesota, auf. Zahlreiche Reisen in Museen, Zoos und Bibliotheken sowie in Staats- und Nationalparks, die Heinicke als junger Mann unternahm, förderten sein Interesse an der Natur. 2001 begann er ein Biologie-Studium an der University of Minnesota, wo er in einem Entomologielabor die parasitoide Wespenökologie erforschte und bei Studien der Amphibien-Morphologie assistierte. 2003 erlangte er den Bachelor of Science mit der Auszeichnung „summa cum laude“. 2009 wurde er mit der Dissertation A Molecular Phylogenetic Perspective on the Evolutionary History of Terraranan Frogs, a Vertebrate Mega-radiation an der Pennsylvania State University zum Ph.D. promoviert. Heinicke erhielt mehrere Stipendien, darunter die University Graduate Fellowship der Pennsylvania State University von 2004 bis 2005, mehrere Braddock-Stipendien des Eberly College of Science in den Jahren 2004, 2005, 2007, 2008, 2009 sowie den Penn State Alumni Association Dissertation Award im Jahr 2009. 
Heinickes Hauptinteresse gilt den Geckos und der artenreichen Froschlurch-Gruppe Terrarana. Dies sind Frösche und Kröten der Neuen Welt, die die direkte Entwicklung an Land ohne ein Kaulquappenstadium im Wasser durchlaufen. Sie wurde 2008 von S. Blair Hedges, William E. Duellman und Heinicke aufgestellt. Heinickes Studien beinhalten die Ableitung und Analyse von Phylogenesen. Seine Forschungsprojekte konzentrieren sich auf eine Vielzahl von evolutionären Themen, darunter die Biogeographie, die Aufsplittung einer Art in mehrere neue Arten, die Entwicklung der Morphologie sowie die Taxonomie. Zu seinen Forschungsmethoden gehören die Feldstichprobe, die Untersuchung von präparierten Museumsstücken, die Gewinnung genetischer und morphologischer Daten im Labor sowie rechnergestützte Analysen.
Während seiner wissenschaftlichen Arbeit als Postdoktorand an der Villanova University in Villanova, Pennsylvania, konzentrierte sich Heinicke auf die Geckoartigen (Gekkota). Seine Untersuchungsfelder beinhalteten die molekulare phylogenetische Forschung sowie die Verwendung von phylogenetischen Analysen, um die Divergenz, die biogeographischen Muster und die Muster der morphologischen Veränderung bei mehreren artenreichen afrikanischen, asiatischen und australischen Geckogruppen zu bestimmen. 
Im Jahr 2011 beschrieb Heinicke gemeinsam mit Aaron M. Bauer und anderen Forschern die beiden Gecko-Arten Pachydactylus etultra und Pachydactylus maraisi aus Namibia. 2024 gehörte er zum Erstbeschreiberteam von Electroscincus zedi, der aktuell ältesten bekanntesten fossilen Skinkart.